# Gebakkraam

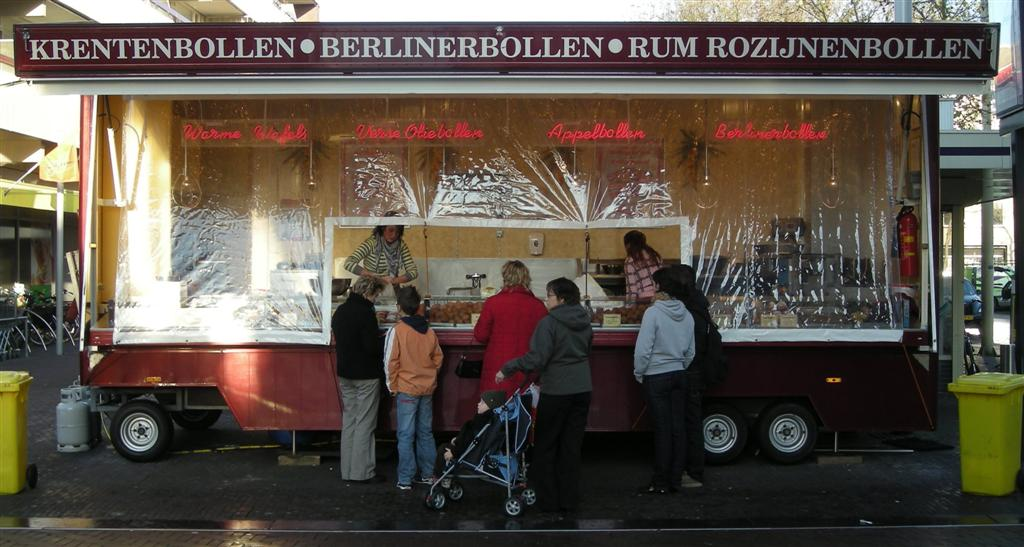
Gebakkraam

Een  gebakkraam (ook oliebollenkraam of oudhollandse gebakkraam) is een kraam waar gefrituurde deeggerechten worden bereid en verkocht zoals olie- en krentenbollen, Berlinerbollen, appelbeignets en wafels. 
De kramen zijn in Nederland te vinden op kermissen en staan gedurende de maanden rond de jaarwisseling (oktober t/m januari) in winkelstraten en op pleinen. In 2015 kocht ongeveer 50% van de huishoudens bij een winkel of kraam oliebollen, waar dat percentage in 2007 op 44 lag.

## Oliebollentest
Bij de nationale AD-Oliebollentest werden tot 2017 in december oliebollen van gebakkramen en bakkerijen in Nederland getest op kwaliteit. Sinds 2018 wordt deze test gedaan door een groep van 14 vrijwilligers. De uitslag van de test is sindsdien te vinden op hun site.

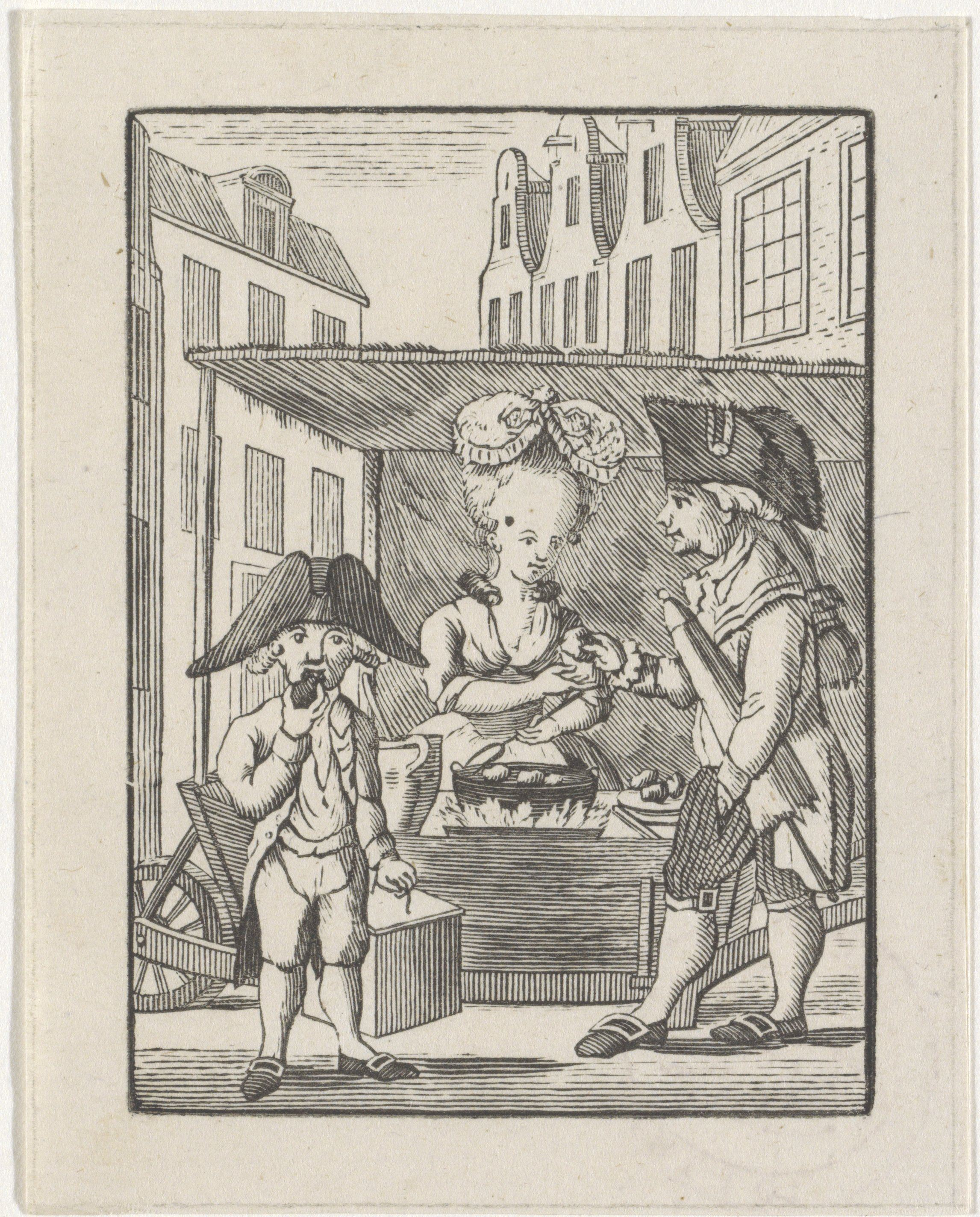
Straatverkoopster van oliebollen met twee klanten in de 18e eeuw
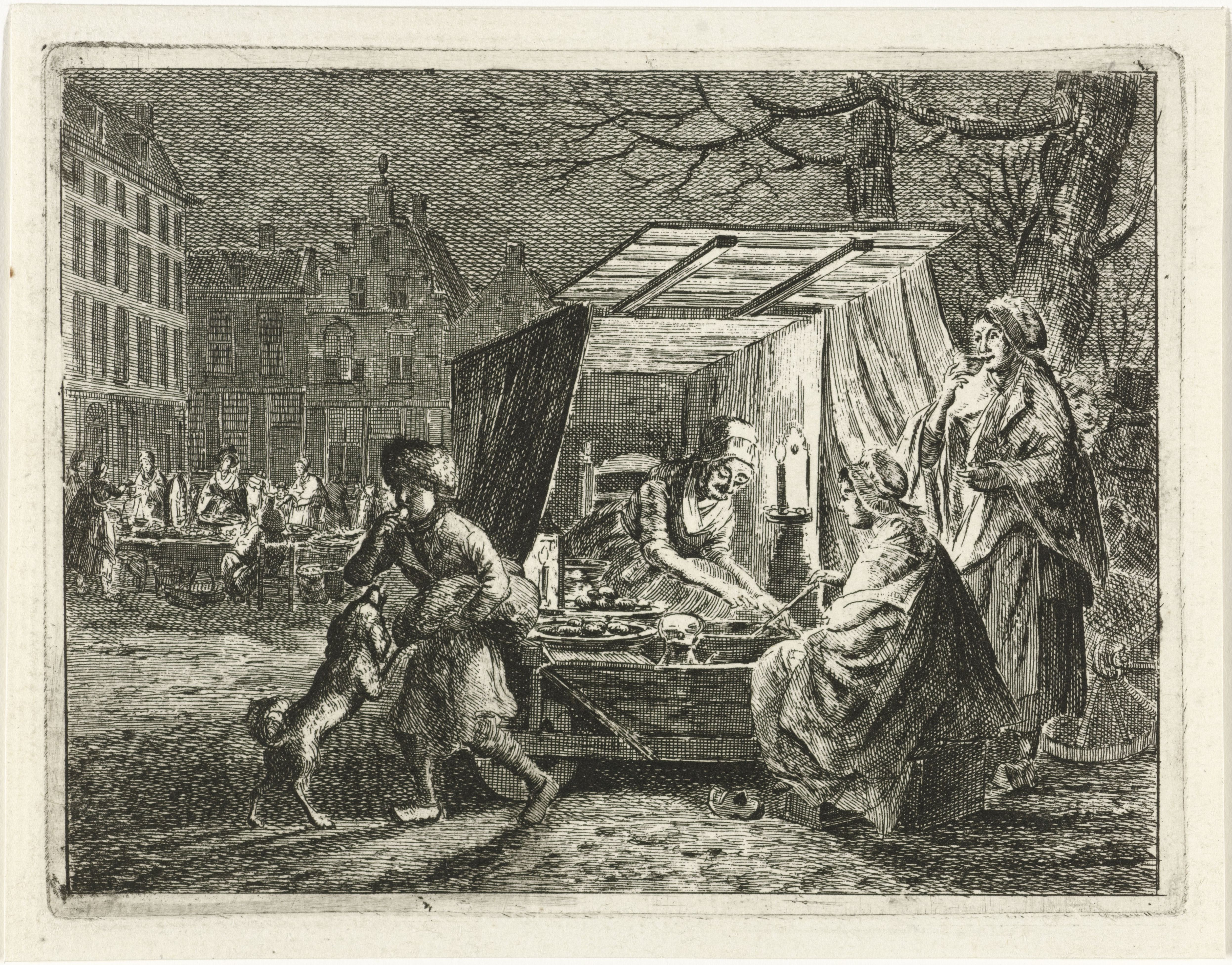
Oliebollenkraam rond 1806